# Azi NU
„Azi NU” este un single extras de pe albumul Oameni al lui Grasu XXL. Melodia este interpretată în colaborare cu Guess Who. A fost urcată online, pe Youtube, pe 25 februarie 2010, iar videoclipul a fost lansat în noaptea dintre 27 și 28 mai pe Kiss TV și mai târziu a apărut și pe YouTube. Muzica este semnată de Agresiv, versurile au fost compuse de Grasu XXL și Guess Who, iar videoclipul a fost regizat de Marian Crișan. Piesa a fost scrisă în 2007, deși Grasu XXL avea melodia în minte încă din 1999. Piesa s-a bucurat de foarte mult succes pe YouTube.

## Producție[2]
| Domeniu              | Persoanele care s-au ocupat |
| -------------------- | --------------------------- |
| Muzică               | Agresiv (grup)              |
| Text                 | Grasu XXL și Guess Who      |
| Voci adiționale      | Mr. Levy                    |
| Regizare (videoclip) | Marian Crișan               |

## Cronologie și lansare
Când Grasu XXL a fost întrebat care este povestea cântecului, el a răspuns: 
„Păi, piesa am scris-o undeva în 2007… bine, numele ei îl aveam pe o listă încă din 1999, evident după «Nu am chef azi»... după cum se știe, noi rapperii reciclăm idei.”

Acesta mai spus: 
„Laur (Guess Who) mi s-a părut alegerea potrivită pentru «Azi NU», iar acum dacă mă gandesc nu știu să-ți spun de ce… așa am simțit. În 2007 el lucra din greu la album Probe Audio și intona prin studio din ce în ce mai multe linii melodice… în sensul că interpretarea lui se îndrepta spre ce e acum. Adică mai mult cântată. La început, io aș fi vrut doar un refren, dar el avea strofa asta gata făcută și s-a pupat fantastic. Piesa asta s-a copt demult în cuptoarele OKAPI SOUND, cam la fel ca și celelalte. Băieții de la Agresiv au păstrat-o la loc tainic până acum.”
În vara lui 2009 a lansat primul single care promovează albumul Oameni: „Prea mult fum”, o colaborare cu Mitză (Agresiv). La sfârșitul anului 2009 a urmat cel de-al doilea single, o colaborare cu Alex Velea: „Turnin'”. Piesa a fost realizată de HaHaHa Production și a beneficiat de un clip în regia lui Iulian Moga filmat la Buftea.
Piesa a fost urcată pe 25 februarie 2010 pe canalul oficial de YouTube al celor de la Okapi Sound, deși atunci nu beneficia de videoclip, care a fost lansat abia 3 luni mai târziu pe canalul de YouTube Cat Music, dar și pe cel Okapi.
Aceasta este prima colaborare cu Guess Who. A doua colaborare este o piesă de pe albumul Tot Mai Sus numită „Diamantele se sparg”. Melodia este de asemenea o colaborare cu Horia Brenciu. Relația celor trei s-a consolidat după ce Horia l-a cunoscut pe Guess Who într-o benzinărie, iar pe Grasu XXL pe Facebook. A treia colaborare, a doua colaborare cu videoclip, a fost lansată pe 5 septembrie 2011 (în ziua de Luni) Melodia se numește „LaLa Song” și a avut premiera pe Pro FM și pe canalul de YouTube al casei de producție Okapi Sound. Videoclipul melodiei a fost lansat pe 3 octombrie 2011 la MTV, iar mai târziu a fost urcat și online, pe youtube.com/okapisoundofficial.

## Videoclip
Pe 29 aprilie 2010, Grasu XXL & Guess Who au filmat videoclipul piesei, în regia lui Marian Crișan, care a lucrat cu Guess Who în toamna lui 2009 la clipul pentru „Locul Potrivit”. Filmările au avut loc pe litoral, în apropiere de Năvodari, la Corbu și au început odată cu răsăritul, sfârșindu-se la apus. În videoclip apar Grasu XXL, Guess Who, Spike și băieții de la Agresiv (Vlad și Mitză). Videoclipul a fost lansat în noaptea dintre 27 și 28 mai pe Kiss TV și pe canalul YouTube al Cat Music, dar și pe cel al Okapi Sound.

## Succesul
O piesă fără videoclip a fost urcată pe canalul oficial de YouTube al celor de la Okapi și avusese până la lansarea videoclipului aproximativ 700.000 de vizualizări, iar până în luna octombrie a anului 2011 avea 1.700.000. Videoclipul lansat pe canalul de Youtube Cat Music (există mai multe variante lansate) avea până în luna octombrie a lui 2011 aproximativ 750.000 de vizualizări, iar cel lansat pe canalul Okapi avea aproximativ 2.200.000.
„Azi NU” i-a adus lui Grasu XXL o nominalizare la categoria Best Hip Hop de la Romanian Music Awards 2011.